# Adolescent Sex
Albums de Japan
Obscure Alternatives
(1978)
Adolescent Sex est le premier album du groupe Japan, sorti en 1978.

## Titres
Toutes les chansons sont de David Sylvian, sauf mention contraire.

### Face 1
1. Transmission – 4:46
2. The Unconventional – 3:02
3. Wish You Were Black – 4:49
4. Performance – 4:36
5. Lovers on Main Street – 4:09
6. Don't Rain on My Parade (Jule Styne, Bob Merrill) – 2:54

### Face 2
1. Suburban Love – 7:27
2. Adolescent Sex – 3:46
3. Communist China – 2:44
4. Television – 9:15

## Musiciens
- David Sylvian : chant, guitare
- Mick Karn : basse, chœurs
- Steve Jansen : batterie, percussions, chœurs
- Richard Barbieri : claviers, chœurs
- Rob Dean : guitare, chœurs